# ورزشگاه لتزیگراند
لتزیگراند ورزشگاهی است در شهر زوریخ سوئیس است که حداکثر گنجایش ۲۳٬۶۰۵ نفر را دارا می‌باشد. این ورزشگاه خانهٔ باشگاه فوتبال اف‌سی زوریخ است. هم‌چنین موقتاً بازی‌های باشگاه فوتبال گراسهوپر-کلاب زوریخ زمانی‌که ورزشگاه آن‌ها در دست تعمیر بود، در لتزیگراند برگزار می‌شد. مسابقات سالانه ورزشی ولتکلازه زوریخ - بخشی از لیگ طلایی IAAF -به‌خوبی کنسرت‌های روباز در لتزیگراند برگزار می‌شود.
در ۲۲ نوامبر ۱۹۲۵ افتتاح شد و در تملّک باشگاه فوتبال اف‌سی زوریخ قرار گرفت. در جریان رکود اقتصادی شدید در سال ۱۹۳۷ مالکیت به شهر زوریخ داده شد و کماکان تحت مالکیت این شهر است. ورزشگاه در سال‌های ۱۹۴۷، ۱۹۵۸، ۱۹۷۳ و ۱۹۸۴ چند تعمیر شدید را تحمل کرد. نورپردازی هم در ۱۹۷۳ اضافه شد. اولین کنسرت روباز در ۱۹۹۶ بود.
از ۲۳٬۶۰۵ جا، ۱۱٬۶۰۵ تا صندلی دارند (۹٬۱۶۷ تا پوشیده‌شده) و ۱۲٬۰۰۰ تای آن‌ها منطقه پوشیده‌شده برای ایستادن است. زمین اصلی با تجهیزاتش ۱۰۵ در ۶۸ متر است. هم‌چنین ۳ میدان ورزش دیگر هم وجود دارد: ۲ محوطهٔ چمن‌دار و ۱ محوطهٔ چمن مصنوعی و یک میدان شن بسته‌بندی شده. یک نوشگاه و یک رستوران داخل ورزشگاه جای دارند.
در ژانویه ۲۰۰۵ یوفا برنامه‌هایی برای دوباره‌سازی ورزشگاه برای برگزاری یورو ۲۰۰۸ تصویب کرد. قرار است ۳ بازی گروهی رقابت‌های قهرمانی فوتبال اروپا ۲۰۰۸ در آن برگزار شود.
ورزشگاه جدید در ۳۰ اوت ۲۰۰۷ گشوده شد. اولین اتفاق ورزشی، سالانه ولتکلاز زوریخ در ۱۷ شهریور با ۲۶٬۵۰۰ تماشاچی بود. اولین مسابقه فوتبال بین اف‌سی زوریخ و گراسهوپر-کلاب زوریخ در اول مهر برگزار شد.

## نگارخانه

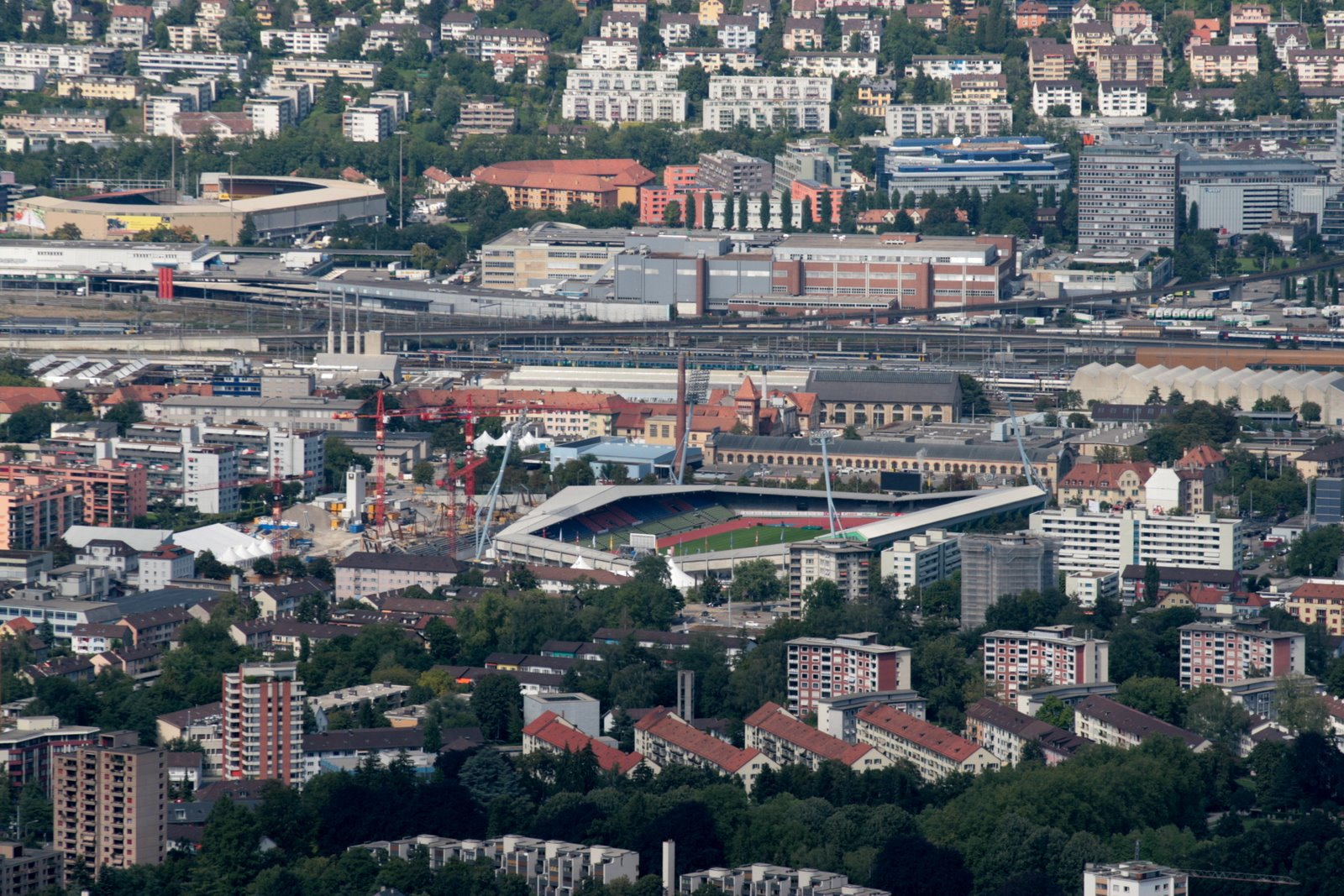
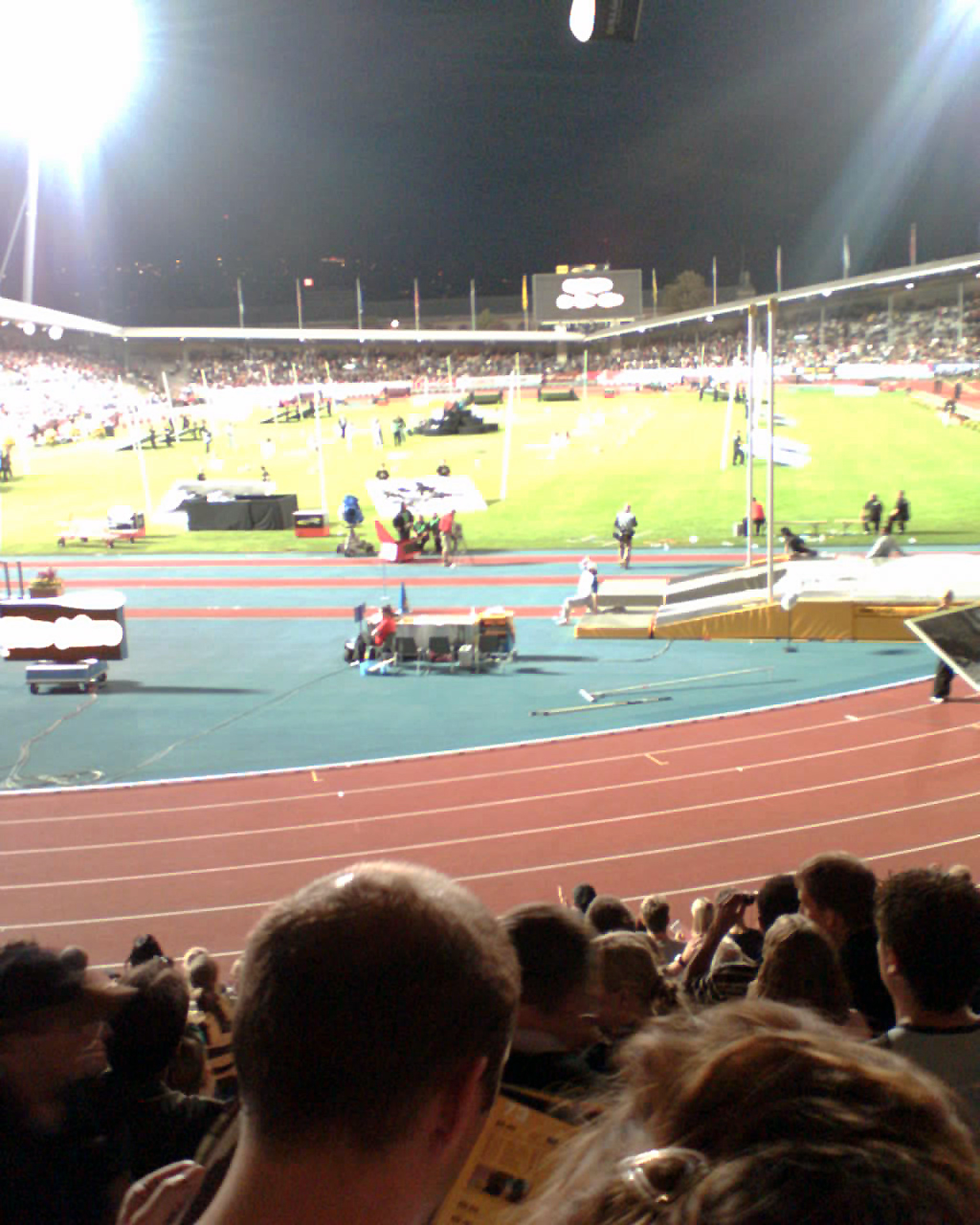
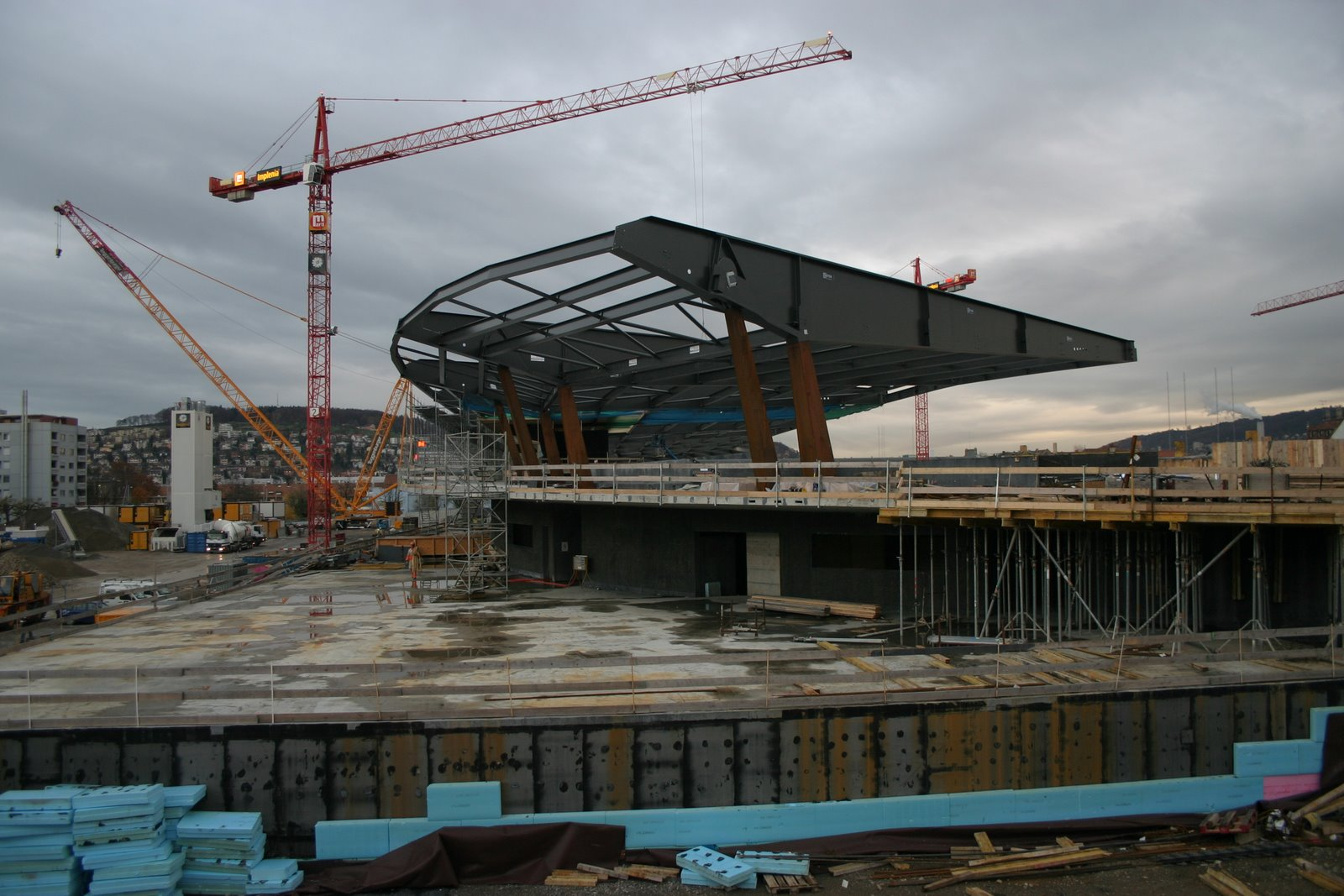
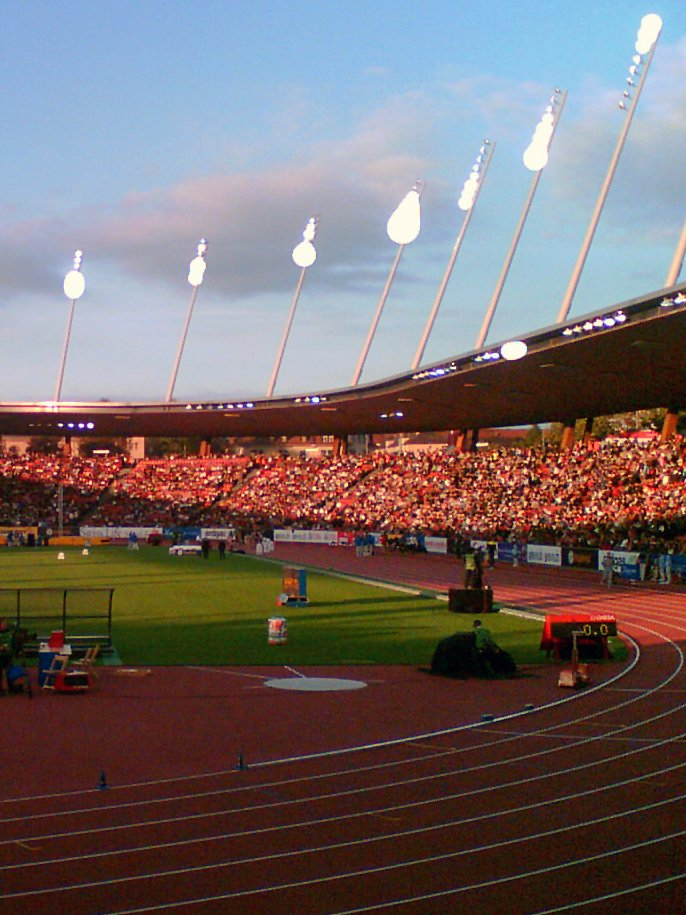